# Asymbius gigas
Asymbius gigas es una especie de coleóptero de la familia Endomychidae.

## Distribución geográfica
Habita en Borneo.